# 개성시 부시장
개성시 부시장은 경기도 개성시의 부시장으로, 개성시장을 보좌하고 유고시 직무를 대행하였다.

## 내력

### 현임
없음

### 개성부 부부윤
- 이교완(李敎完) 1947년 ~ , 경기도 안성, 서울양정고등학교 졸업, 안성군청 개성부청 서리, 개성부 재무과장, 포천군수, 안성군수, 전라북도 장수군수, 경기도 양주군수, 강화군수 역임
- 김성찬(金性燦) 1947년 8월 30일 ~ , 경기도 개성, 송도고등보통학교 졸업, 개성부 학무과장, 인천부 부부윤, 개성여중 교장, 개성정화여자실업중학교 교장, 농림부 농지국장, 이사관, 서울대학교 사무국장

### 개성시 부시장
- 김성찬(金性燦) 1948년 10월 ~

## 같이 보기
- 이북5도위원회